# Йосипове
Йо́сипове — село в Україні, у Білопільській міській громаді Сумського району Сумської області. Населення становить 41 особа. До 2020 орган місцевого самоврядування - Куянівська сільська рада.

## Географія
Село Йосипове розташоване на лівому березі річки Локня, вище за течією на відстані 1.5 км розташоване село Сергіївка, нижче за течією на відстані 1.5 км розташоване село Руденкове. На відстані 1 км розташоване село Черванівка.
Річка у цьому місці пересихає, на ній зроблена велика гребля.

## Історія
- Село постраждало внаслідок геноциду українського народу, проведеного урядом СССР 1923–1933 та 1946–1947 роках[джерело?].
- 12 червня 2020 року, відповідно до розпорядження Кабінету Міністрів України № 723-р «Про визначення адміністративних центрів та затвердження територій територіальних громад Сумської області», село увійшло до складу Білопільської міської громади[1].
- 19 липня 2020 року, в результаті адміністративно-територіальної реформи та ліквідації Білопільського району, село увійшло до складу новоутвореного Сумського району[2].